# Ken Yeang
Dr. Ken Yeang (Chinois : 杨经文/楊經文; pinyin : Yáng Jīngwén; né en 1948) est un architecte malaisien prolifique bien connu pour développer des solutions de design environnemental pour les immeubles de grande hauteur.

## Biographie
Né à Penang en Malaisie, Yeang a étudié au Cheltenham College dans le comté anglais de Gloucestershire. Il reçut un doctorat en Design Écologique à l'université de Cambridge. Concevant les gratte-ciel comme inévitables, en raison de la pression démographique, il a passé sa carrière à réfuter l'idée communément admise que les immeubles de grande hauteur sont forcément néfastes pour l'environnement. En 2005 Ken Yeang devint le directeur de Llewelyn Davies Yeang, une firme pluridisciplinaire d'urbanisme, architecture et architecture paysagère.
Son immeuble Menara Mesiniaga, construit en 1992 à Subang Jaya en Malaisie est virtuellement un catalogue de toutes ses techniques bioclimatiques, en particulier les "architectures végétales verticales" et un système d'"immeuble actif intelligent" pour économiser l'énergie.